# 니시아라세촌
니시아라세촌(西荒瀬村)은 야마가타현 아쿠미군에 있던 촌이다.

## 연혁
- 1889년 4월 1일 - 정촌제 시행에 수반해 6촌이 합병해, 니시아라세촌이 성립하였다.
- 1913년 8월 1일 - 가에다촌과의 경계를 변경하였다.
- 1919년 11월 26일 - 가에다촌, 모토타테촌과의 경계를 변경하였다.
- 1954년 8월 1일 - 사카타시에 편입되어 소멸하였다.

## 참고문헌
- 『市町村名変遷辞典』東京堂出版、1990年。